# 圣安德肋堂 (马德里)
圣安德肋堂（西班牙语：Iglesia de San Andrés）是西班牙马德里的一座古老教堂。1995年列为保护建筑。
该堂位于一座摩尔人占领时期即已存在的教堂原址。马德里的主保圣人劳动者依西多禄和他的妻子玛利亚当年就住在附近，是该堂的教友，常常进堂。
毗邻的圣依西多禄小堂兴建在圣人故居的原址，建于1657年，在圣人列圣之后（1622年）。大部分内部装饰，包括绘画，已毁于西班牙内战期间。